# 映画 ふたりはプリキュア Splash Star チクタク危機一髪!
『映画 ふたりはプリキュア Splash Star チクタク危機一髪!』（えいが ふたりはプリキュア スプラッシュスター チクタクききいっぱつ）は、2006年12月9日に公開された、『ふたりはプリキュア Splash Star』の劇場用アニメーション。
同時上映は『デジモンセイバーズ THE MOVIE 究極パワー!バーストモード発動!!』。
キャッチコピーは「時間が止まるッ!?、時計の郷でトラブル発生!!」、「みんなの未来のために、今、プリキュアが光を放つー」。この映画の決め台詞は「だから、プリキュアはふたりなの!」。

## 概要
ゲスト声優には向井亜紀とこのアニメのOPを歌ううちやえゆかが本人役（のど自慢大会の審判役で）として登場する。
初めて咲と舞が大きな喧嘩をするという内容になっている。本編でも仲違いはあったものの二人が喧嘩したことはほとんどなく、特番ではそう銘打たれている。
本作でのプリキュアは「クリスタルコミューン」を使用して変身しており、「霧生満」と「霧生薫」が復活していない時期での設定が取り扱われている。DVD版には特典として「ふたりはプリキュア・ミニコンサート（五條真由美とうちやえゆかのコラボレーション）」が収録されている。
前後作で登場する「スーパープリキュア」に該当する変身はしないが、必殺技のバンクシーンは背景が通常のものと異なっていたり、時計の精霊の力で衣装が輝くシーンがあるなど普段と違う演出が加えられている。
本作は唯一プリキュア以外の作品と同時上映された。そのため、上映時間は約50分と、歴代プリキュア映画シリーズの長編としては『Go!プリンセスプリキュア』の「パンプキン王国のたからもの」と並び最も短く、3D映画などを除くとプリキュア映画が1時間を切ったのは唯一。また、シリーズ中最も興行収入が低い。

## ストーリー
「ほのぼのカラオケ大会」に出場する約束をした咲と舞だったが、寝坊した咲が大遅刻し、舞が待ち合わせ場所をいったん離れたことで、二人の気持ちがギクシャクしてしまう。
結局遅刻してしまったものの、受付のスタッフに頼み込んで何とかカラオケ大会への出場を認められたが、咲のマイペースさや、舞の生真面目さから亀裂は深まるばかり。気まずい雰囲気の中、お互い謝る様子もなく時は過ぎる。そんな不安定な状態でステージに上がった2人は大勢の観客の前で緊張してしまい、ついには「時間よ止まれ!」と心の中で願う。すると、本当に町中の時間が止まってしまった。
咲と舞は、時計の郷から突然飛ばされてきたアワーズとミニッツという精霊の後をついて行き、その原因となっているという「時計の郷」へと引きこまれてしまった。
時計の郷ではダークフォールの住人であるサーロインという男が、時間を止めて世界を征服しようと企んでいた。プリキュアに変身して戦う二人であったが、心の噛み合わない2人はサーロインに手も足も出せず、永遠の迷宮に閉じ込められ、ムープとフープとも離れ離れになってしまう。
出口の見えない迷宮と、ムープとフープの身を案じるが故の焦燥感から、すれ違いはピークに達する。そして、最初に目指す目標の相違から2人はついに別行動をとろうとするが、その最中突如出現したウザイナーにより、2人は本当に離れ離れになってしまった。
お互いの安否すらわからなくなり、それぞれ意地の張り合いを後悔する2人だったが、その心の迷いからついに変身すらも解けてしまう。
「もう絆を取り戻すことは無理」と絶望する2人だったが、妖精達は2人を励まして説得し、もう一度互いを信じる気持ちを取り戻させる。ウザイナーの追撃もかわして時計の郷に戻る咲達だったが、再びサーロインによって封じ込められてしまう。しかし2人は自分の悪かったところを反省し、お互いに「ずっと共に過ごしたい」という気持ちを明かし、もう一度プリキュアに変身した。
絆を取り戻した2人の猛攻にサーロインは逆に追い込まれ、ついに巨大な猛牛の姿となる。しかし時計の郷の精霊の力と、絆を取り戻したプリキュアの前に敵わず、その力の前にサーロインは完全消滅した。全てが終わり、咲と舞はカラオケ大会の会場に戻り、もう一度挑戦し直すのであった。

## 登場人物

### 本編からの登場人物
日向 咲（ひゅうが さき） / キュアブルーム / キュアブライト
声 - 樹元オリエ
キュアブルーム・キュアブライトに変身する中学2年生。カラオケ大会へ参加するため半ば強引に舞を誘うも、その約束の時間に寝坊・遅刻してしまい、舞と仲違いしてしまう。本作ではいつも以上にマイペースかつ脳天気な言動から、真面目に状況を捉る舞からしばしば咎められている。
美翔 舞（みしょう まい） / キュアイーグレット / キュアウィンディ
声 - 榎本温子
キュアイーグレット・キュアウィンディに変身する中学2年生。待ち合わせ場所の公園で咲を待っている間に目の前にあったトキタ時計店に寄り道してしまい、そのことで咲と仲違いしてしまう。本作では遅刻した咲のマイペースさに不満を抱き、必要以上に咲に対して厳しい視線を送ったり、意見している。
フラッピ
声 - 山口勝平
チョッピ
声 - 松来未祐
咲と舞をそれぞれをキュアブルームとキュアイーグレット、もしくはキュアブライトとキュアウィンディに変身させる大地と大空の精霊。2人が喧嘩していることを感じ、何かとフォローをする。
ムープ
声 - 渕崎ゆり子
フープ
声 - 岡村明美
プリキュアにスパイラルリングを付けてパワーアップさせる月と風の精霊。サーロインの永遠の迷宮に引きこまれた時、プリキュア達とはぐれてしまい、その道中で先に捕まった時計の精霊達と遭遇する。

### 時計の郷の住人
アワーズ
声 - 菊池正美
「時計の郷」からやってきた、「無限の時計」における短針の精霊。亀のような姿をしている。
自分とミニッツを「いかした針コンビ」と称する。
せっかちな性格で、なにかとミニッツに文句ばかり言っているが、本心ではミニッツのことを大事に感じており、離れ離れになったときは涙を流しながら心配していた。
ミニッツ
声 - TARAKO
「時計の郷」からやってきた、「無限の時計」における長針の精霊。ウサギのような姿をしている。
自分とアワーズを「仲良し針コンビ」と称する。
のんびり屋で、アワーズから「危なっかしい」と突っ込まれることもしばしばだが、アワーズのことを非常に慕っている。

### 本作の敵
サーロイン
声 - 速水奨
ダークフォールの比類なき滅びの戦士で、ロングヘアが特徴の男。一人称は「わたし」。
長いシルクハットをかぶり、黒いコートを身にまとい、サングラスをかけている。また、古びたトランクを携帯している。
非常に自惚れた性格であり、知的な自身を「パーフェクト」と自画自賛している。そのため、いつもふたりで行動しているプリキュアを見下している。
「時計の郷」の「無限の時計」を停止させて、世界を自分のものにしようと企む。また、静寂な世界を理想としている。
戦闘能力は格段に高く、プリキュアをたたきのめす身軽さをもつ。また、砂をあやつったり、破壊光線をだしたりする。
トランクの中には、脱出不可能な「永遠の迷宮」という異空間があり、捕らえた時計の精霊たちを閉じこめている。
物語終盤では、プリキュアたちのパワーに圧倒されたことで最終形態になり、強力なパワーで無限の時計を破壊しようとする。しかし、最終的には強力な破壊光線を「プリキュア･スパイラルスター･スプラッシュ」とぶつけ合うが、時計の精霊たちの力を借りたプリキュアたちに敗北して倒された。
のちの『映画 プリキュアオールスターズDX3 未来にとどけ! 世界をつなぐ☆虹色の花』にて、ブラックホールの力によって復活を果たして再登場する。
最終形態
全身が赤い猛牛の顔をした巨人に変化し、大きな2本の角を生やし、銀色のロングヘアとなる。口調は荒々しくなり、一人称は「オレ」になる。
強力な力があり、崖一体を破壊するパワーをみせつける。また、手からは巨大な光線を放つこともできる。

#### 怪物
ウザイナー
声 - 渡辺英雄
サーロインの「永遠の迷宮」の世界にいたウザイナー。井戸のような姿をしている。
頭部には、永遠の迷宮から脱出する扉を隠している。

### その他
星野 健太（ほしの けんた）
声 - 竹内順子
のど自慢大会に出場する二人を見に来るが、いつもと様子が違うことを察していた。
日向 みのり（ひゅうが みのり）
日向 大介（ひゅうが だいすけ）
日向 沙織（ひゅうが さおり）
美翔 弘一郎（みしょう こういちろう）
美翔 可南子（みしょう かなこ）
美翔 和也（みしょう かずや）
伊東 仁美（いとう ひとみ）
太田 優子(おおた ゆうこ)
のど自慢大会の観客として登場。
時計屋の店主
声 - チョー
トキタ時計店の店主。自身が生まれる前から動き続けている町で一番古い古時計を持っている。慌てて店を飛び出してカラオケ大会会場へ向かう咲と舞を見て「あの子たちぐらいの年頃ならそう急がなくてともまだ時間はたっぷりある」と独りごちていた。
司会者
声 - 太田真一郎
のど自慢大会の司会者。
うちやえ ゆか、向井 亜紀（むかい あき）
声 - うちやえゆか、向井亜紀
カラオケ大会の審査員。本人役で登場。

## 作中用語
時計の郷
時計の精霊達の住処で、至る所に時計が埋まっている。緑の郷にある何十年、何百年と動き続けてる古時計から行き来することができる。
無限の時計
全ての世界の時間を司る巨大な砂時計。砂が落ちきるまでに時計をちゃんと返さないと、世界の時間の全てが止まってしまう。
永遠の迷宮
砂漠の中にいくつかの塔が突き立つ荒野の迷路。同じような景色が繰り返される、その名の通り永久に続く迷宮である。

## 映像ソフト化
本篇のDVDは2007年4月18日に発売。ブルーレイは2015年3月18日に発売された。
ブルーレイには特典として名場面ビジュアルシートセットと復刻映画ポスターシート、新作ミニオーディオドラマ等が収録されている。

## 主題歌
オープニングテーマ「まかせて★スプラッシュ☆スター★」
作詞：青木久美子、作曲：小杉保夫、編曲：家原正樹、歌：うちやえゆか with Splash Stars
エンディングテーマ「ガンバランスdeダンス 〜咲&舞version〜」
作詞：青木久美子、作曲：小杉保夫、編曲：家原正樹、歌：日向咲（樹元オリエ）&美翔舞（榎本温子） with フラッピ&チョッピーズ
本編では咲と舞がのど自慢大会で歌うための曲という設定になっている。EDでは本編と異なり、冒頭とラストはのど自慢の場面、「のど自慢場面」から「咲」の場面の間は「ゴーヤーンとダークフォール戦士（キントレスキー除く）」の代わりに「時計群」、また咲・ブルーム・ブライト、舞・イーグレット・ウィンディが踊るシーンが描かれており、その間には「満と薫」の代わりにアワーズとミニッツが登場している。

## スタッフ
- 製作：高橋浩（東映アニメーション）、岡田裕介（東映）、竹中一博（バンダイ）、西村嘉郎（朝日放送）、奥村康治（アサツー ディ・ケィ）、中山晴喜（マーベラスエンターテイメント）
- 企画：鷲尾天
- 脚本：成田良美
- 音楽：佐藤直紀
- 製作担当 - 坂井和男
- 編集：麻生芳弘
- 録音：川崎公敬
- 音響効果：石野貴久（サウンドリング）
- 作画監督：爲我井克美
- 美術監督：行信三
- 編集助手 - 西村英一、吉田公紀
- 録音助手 - 林奈緒美
- 選曲 - 水野さやか（スワラプロ）
- スタジオエンジニア - 森本桂一郎
- 光学録音 - 上田太士
- 記録 - 沢井尚子
- キャスティング - 小浜匠（東映アカデミー）
- 製作進行 - 末竹憲
- 助監督 - 木村延景
- 現象 - 東映ラボ・テック株式会社
- デジタル画像処理 - デジタルエフェクトグループ
- コーディネーター - 大元克己
- データ変換 - 後藤利実、阿部理
- 音楽協力 - 東映アニメーション音楽出版、マーベラスエンターテイメント、ライトソング音楽出版
- 企画協力 - 亀田雅之（朝日放送）、鶴崎りか（アサツー ディ・ケイ）
- 監督：志水淳児

## 備考
- 本作冒頭の「東映マーク」（荒磯に波）と「東映アニメーションマーク」（「長靴猫シリーズ」のペロ）の部分では、咲の置時計のアラーム音がBGMになっている。

- 本映画公開中、特別番組「フラッピ&チョッピの映画ドッキリ大探検」が放送された。内容はフラッピとチョッピが実写のぬいぐるみで登場し、アニメ映画の制作過程とアフレコスタジオが公開されるというもの。尚、アフレコスタジオには咲役の樹元オリエと舞役の榎本温子が本人出演し、一部進行を行った。
  - 番組で公開されたデザイン画におけるメモには、サーロインの目のデザインは前々作『ふたりはプリキュア』に登場した「ピーサード」のタイプのものにするという旨が書きこまれている。
  - ないしょ話コーナーとして、本映画について樹元と榎本が簡単なコメントを語っている。とくに樹元は咲と舞が大喧嘩するという内容に関連して「こんな大きな喧嘩をして仲直りできるのか?」と不安を感じたという。
- 2010年4月3日に行われたプリキュア劇場版シリーズのオールナイトイベントでも本作が上映された。上映に関連して行われたトークショーにおいて樹元オリエと榎本温子が登壇した。
  - イベントで榎本温子は本作において、咲が「絶好調なり!」という台詞に対する舞の「どうして絶好調なの?」という台詞が印象的であると語っている。理由は「本当にこんなことを言っていいのか」と感じたからだという。
- 本作に登場したキャラクターは、のちのクロスオーバー映画で台詞無しのモブキャラクターとして登場している[注釈 4]。
- チョッピ役の松来未祐の訃報が報じられた2015年11月2日は奇しくもCSテレ朝チャンネル1で本作の再放送がされていた[2]。

## ネット配信
- 2020年3月20日よりYouTubeの「プリキュア公式YouTubeチャンネル」から、本作と『映画 ふたりはプリキュア Max Heart』・『映画 ふたりはプリキュア Max Heart 2 雪空のともだち』の計3作が、同年3月27日17時59分まで期間限定無料配信された[3]。